# Baie de Chignectou
La baie de Chignectou ((en): Chignecto Bay) est un bras de la baie de Fundy, située entre les provinces canadiennes du Nouveau-Brunswick et de la Nouvelle-Écosse. Elle est séparée du détroit de Northumberland par l'Isthme de Chignectou. Les Micmacs l'appelaient Sigutnik, ce qui signifie couvre-pieds. Samuel de Champlain l'appelait baye de Gennes.
Dans sa partie nord, la baie se divise en deux autres baies, séparées par le Cap Maringouin:
- Le bassin de Cumberland : c'est le bras nord-est de la baie (et de la baie de Fundy) entre les deux provinces; à son extrémité se trouvent les Marais de Tantramar et l'estuaire des rivières Tantramar et Maccan.
- La baie de Chipoudy : c'est le bras nord de la baie. Elle est située entièrement au Nouveau-Brunswick. Sa limite nord est formée par l'estuaire de la rivière Petitcodiac.